# Elyptron emplecta
Elyptron emplecta är en fjärilsart som beskrevs av Fletcher 1963. Elyptron emplecta ingår i släktet Elyptron och familjen nattflyn. Inga underarter finns listade i Catalogue of Life.